# Filiberto Mateldi
(Antonio Faeti in Guardare le figure. Gli illustratori italiani dei libri per l'infanzia)
Filiberto Mateldi (Roma, 25 gennaio 1882 – Milano, 1º febbraio 1942) è stato un disegnatore, illustratore, pittore e caricaturista italiano, noto soprattutto per avere illustrato numerosi volumi per la collana per ragazzi La Scala d'oro della casa editrice UTET.

## Biografia
Inizia come attore brillante, lavorando in varie Compagnie, tra cui la Renzi-Gabrielli, con la quale si trova al centro di un caso che occupa le cronache teatrali nel 1913: la Compagnia recita in Argentina, a Buenos Aires, con Antonio Greco come attore brillante. Ma il Mateldi si presenta al capocomico, che lo assume. Al che Antonio Greco, vedendo insidiato il proprio ruolo, abbandona sdegnato la Compagnia e torna in Italia, dove muore ventinovenne lo stesso anno. Il caso ha ampia eco sulle riviste teatrali bonaerensi prima e italiane poi, costringendo il capocomico Serafino Renzi a giustificarsi pubblicamente con varie lettere inviate agli organi di stampa. Mateldi comincia negli anni Venti l'attività di illustratore per pubblicazioni rivolte ai ragazzi come Il Giornalino della domenica e Il Balilla, e per il mensile illustrato Il Secolo XX, di Treves, fino alla collaborazione con la casa editrice UTET, per la quale illustra quattordici volumi della allora celebre collana per ragazzi La scala d'oro.
Cresciuto professionalmente fino a divenire firma celebre nel disegno di moda e dell'illustrazione pubblicitaria, collabora con Lidel e l'Illustrazione italiana. Si sposa con Bruna Moretti, detta Brunetta, sua collega di vent'anni più giovane, disegnatrice di moda e redattrice che si affermerà nel dopoguerra, dopo essere diventata vedova, come importante autrice di grande personalità. Nel 1939 con la moglie illustrò "Autarchia del profumo", a cura del Sindacato fascista dei commercianti profumieri della provincia di Milano.
Mateldì morì dopo lunga malattia nel 1942 a Milano e venne sepolto al Cimitero Maggiore di Milano.
Nel 2021, per Graphe.it, è uscito "Il caso Filiberto Mateldi. Misteri, futurismi e immagini di un grande illustratore del Novecento" di Paola Biribanti, la prima monografia illustrata dedicata all'artista.